# Гордон, Дейл
Дейл Эндрю Гордон (англ. Dale Andrew Gordon; род. 9 января 1967, Кайстер-он-Си, Норфолк) — английский футболист и футбольный тренер. Будучи игроком, на позиции вингера выступал за футбольные клубы «Норвич Сити», «Рейнджерс», «Вест Хэм Юнайтед», «Питерборо Юнайтед», «Миллуол» и «Борнмут». Также провёл три матча за вторую сборную Англии.
После завершения карьеры игрока был главным тренером клубов Грейт Ярмут Таун, Горлстон, а затем занимал различные тренерские должности в клубах «Горлстон», «Ипсвич Таун» и «Грейт Ярмут Таун».

## Клубная карьера
Гордон родился в Кайстере-он-Си, графство Норфолк и начал футбольную карьеру в юношеской команде клуба «Норвич Сити». В августе 1984 года в возрасте 17 лет против «Ливерпуля» дебютировал в составе «канареек». 10 ноября в поединке против «Лутон Таун» отличился первым голом в составе команды.
В сезоне 1986/87 стал игроком основного состава, помог команде занять лучшую позицию в истории на тот момент — 5 место, помог квалифицироваться в Кубок УЕФА, где команде не приняла участие из-за дисквалификации английских клубов после Эйзельской трагедии. В сезоне 1988/89 был признан игроком года «Норвич Сити», по итогам сезона команда заняла четвёртое место и вышла в полуфинал Кубка Англии. Выступал за команду до осени 1991 года, сыграв за неё в общей сложности 248 матчей и забив 43 гола.
Осенью 1991 года перешёл в шотландский «Рейнджерс» за 1 200 000 фунтов. В первом матче против «Данфермлин Атлетик» оформил дубль, в составе команды дважды становился чемпионом Шотландии, обладателем Кубка Шотландии и Кубка Шотландской лиги. 4 ноября в матче против «Лидс Юнайтед» Гордон дебютировал в Лиги чемпионов УЕФА.
Летом 1993 года вернулся в Англию, перейдя в «Вест Хэм Юнайтед» за 750 тысяч фунтов. 14 августа в поединке против «Уимблдона» Дейл дебютировал в английской Премьер-лиге. 21 августа в матче против «Ковентри Сити» забил единственный гол в составе «молотобойцев», этот мяч стал первым для клуба в национальном турнире. Из-за травм провёл в составе клуба лишь 11 матчей во всех турнирах, в 1996 году выступал на правах аренды за «Питерборо Юнайтед» (6 матчей, 1 гол) и «Борнмут».

## Тренерская карьера
После завершения игровой карьеры, в феврале 1997 года открыл футбольную академию для мальчиков и девочек в районах Грейт-Ярмут и Лоустофт. В мае 1997 года был назначен на пост главного тренера Грейт Ярмут Таун, по субботам в качестве игрока выступал за «Кингс-Линн», сохранив при этом пост директора «Грейт Ярмут».
В декабре 1998 года стал главным тренером клуба Горлстон, руководил командой вплоть до весны 2000 года. В апреле 2000 года открыл филиал академии «Ипсвич Таун» в городе Лоустофт. В октябре 2007 года вернулся в Грейт Ярмут Таун, заняв пост спортивного директора. В 2013 году основал собственную академию IFA Sport в ОАЭ. В 2016 году стал телеведущим на радиостанции Dubai Eye, вёл вечернее футбольное шоу.

## Достижения
«Рейнджерс»
- Чемпион Шотландии: 1991/92, 1992/93
- Обладатель Кубка Шотландии: 1991/92
- Обладатель Кубка Шотландской лиги: 1992/92